# 오노이라우

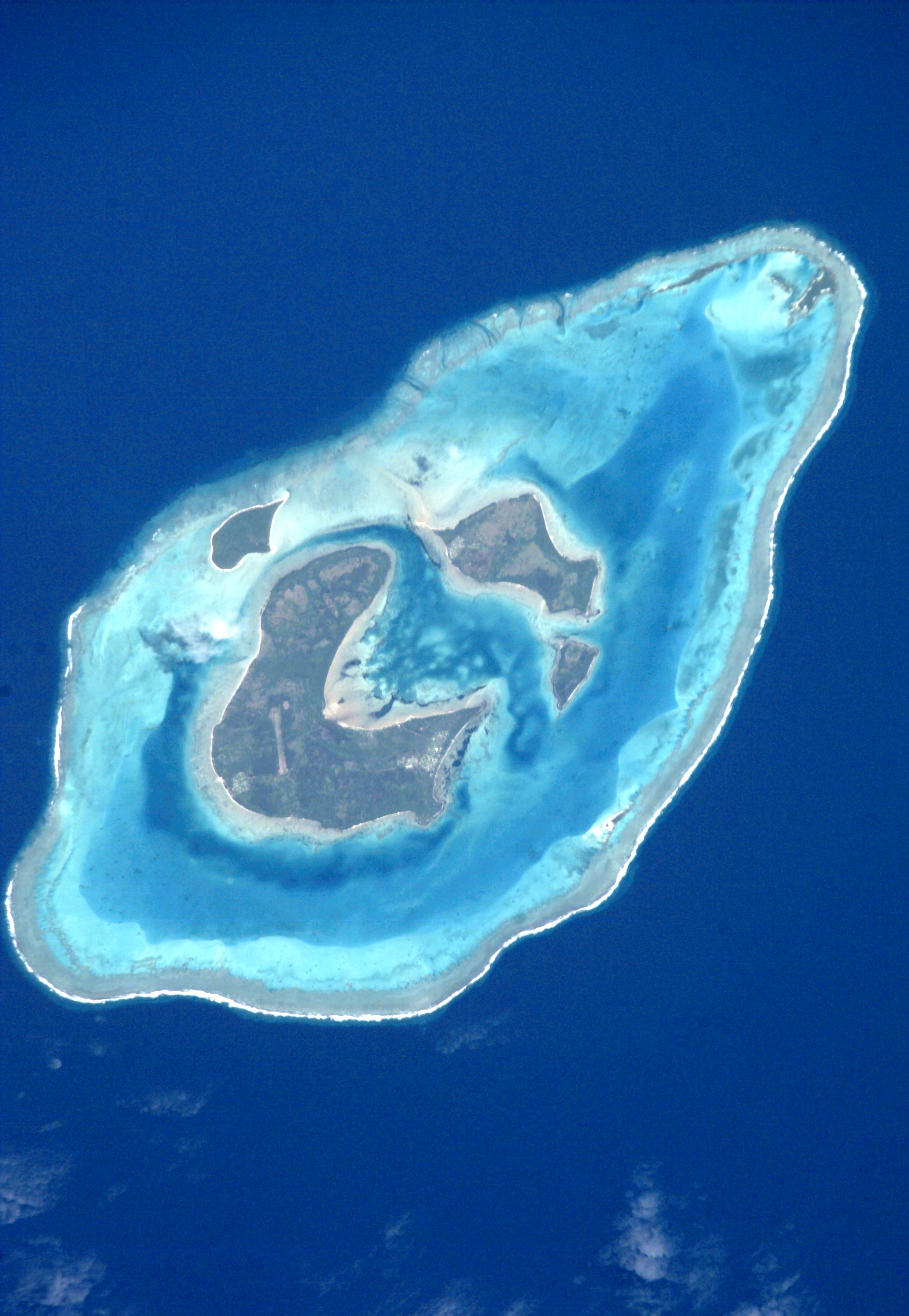
오노이라우의 인공위성 사진 (NASA)

오노이라우(피지어: Ono-i-Lau)는 피지의 라우 제도에 속한 환초로 이뤄진 여러 섬이다. '오노' (Ono)는 피지어로 여섯을 뜻한다. 환초 중심에는 세 개의 화산섬이 있는데 각각 오놀레부, 도이, 은다부라라고 부른다. 라우 산위로도 솟아있는 화산체 상층부는 해수면 밑으로 1,000m를 살짝 넘는 높이이며 이를 중심으로 암초와 다른 섬이 생성되었다. 산호 석회섬 군도 세 개가 있는데 외곽 환초에 야누바(50개 섬), 마나(40개 섬)가 있고 내부에 니우타(7개 섬)이 있다. 우두이라는 이름의 모래섬도 있지만 여섯 개 섬에 들어가는 것으로 취급되지는 않는다.
오노이라우는 라우 제도의 최남단을 이룬다. 남위 20.80도, 서경 178.75도에 위치해 있으며 총면적은 7.9km2이다. 최대고도는 113m이다. 가장 가까운 큰 섬인 야토아섬에서 남남서쪽으로 90km 떨어져 있으며, 오노이라우보다 더 남쪽에 위치한 땅은 투바나 제도의 산호섬과 모래섬 두 개 뿐이다. 오노이라우에는 네 개의 마을이 있으며, 누쿠니와 로보니, 마토카나가 가장 큰 섬인 오놀레부섬에 서로 인접해 있으며 도이섬에도 도이라는 이름의 마을이 있다.
오노이라우는 피지인과 유럽인이 처음으로 접촉했던 곳이기도 하다. 1791년 6월 HMS 판도라 호를 이끌던 윌리엄 올리버 선장이 마타비 사람과 만났다는 기록이 있다.